# Jetro Willems
Jetro Willems (Willemstad, 30 marzo 1994) è un calciatore olandese, difensore del Castellón.

## Caratteristiche tecniche
Molto abile tecnicamente e dotato di un fisico possente che lo rendono, nel suo ruolo, uno dei migliori talenti della sua generazione.

## Carriera

### Club

#### Le giovanili e l'esordio allo Sparta Rotterdam
Dopo aver iniziato la sua carriera di calciatore, nel 2006, nelle giovanili dello Spartaan '20, si trasferisce due stagioni più tardi allo Sparta Rotterdam dove compie tutta la trafila delle giovanili fino al 16 gennaio 2011, giorno in cui debutta in prima squadra nella partita giocata contro il Go Ahead Eagles; da qui in poi scenderà stabilmente in campo fino alla fine del campionato, totalizzando 16 presenze nella Eerste Divisie, la seconda divisione olandese. Rimedia la sua prima ammonizione in carriera il 31 gennaio in occasione del match di campionato con l'Almere.

#### Il passaggio al PSV Eindhoven
Il 31 agosto dello stesso anno, il suo cartellino viene interamente acquistato per 800.000 euro dal PSV Eindhoven. Debutta con la maglia numero 43 dei boeren il 23 ottobre nella partita di Eredivisie contro il Vitesse. Il 3 novembre esordisce in Europa League nella partita giocata contro l'Hapoel Tel Aviv, diventando il calciatore olandese più giovane a partecipare in una competizione europea; dal 29 novembre viene definitivamente promosso in prima squadra. Il 3 aprile 2012 prolunga il suo contratto con il PSV fino al 2016. L'8 aprile con la sua squadra vince la Coppa d'Olanda per 3-0 contro l'Heracles Almelo pur senza scendere in campo. Realizza il suo primo goal da professionista il 22 aprile nella partita interna vinta 2-1 contro il NEC Nijmegen, diventando il più giovane marcatore dell'Eredivisie 2011-2012. In tutto gioca 29 partite e segna appunto 1 gol.
Nel corso della stagione 2012-13, dopo il deludente Europeo, si riprende il posto e si conferma titolare disputando complessivamente 34 partite con la maglia del PSV. Nella stagione successiva gioca 38 partite e segna 4 gol.
Il 18 aprile 2015 tocca quota 100 presenze in Eredivisie con il PSV nella gara vinta per 4-1 contro l'Heerenveen. In questa stagione con 29 presenze e 2 gol contribuisce alla vittoria del campionato.

#### Eintracht Francoforte e prestito al Newcastle
Nel 2017 viene ceduto definitivamente al club tedesco dell’Eintracht Francoforte per 5 milioni di euro.
Il 2 agosto 2019 passa in prestito annuale al Newcastle Utd fino al 30 giugno 2020.
A fine prestito fa ritorno all'Eintracht, con cui trascorre una stagione senza giocare per poi rimanere svincolato a fine contratto.

#### Greuther Fürth
Il 25 agosto 2021 firma un contratto biennale per il Greuther Fürth.

### Nazionale
Ha esordito in Under-17 nel 2010 e, dopo aver giocato sedici amichevoli, partecipa all'Europeo Under-17 organizzato in Serbia; il torneo si concluderà con la vittoria degli Oranje e per il calciatore, la chiamata da parte dell'Under-19.
Nel 2011 gioca solamente due amichevoli con l'Under-19, debuttando il 6 ottobre contro i pari età del Belgio, prima di essere inserito nella lista dei preconvocati per l'Europeo del 2012 che si svolgerà in Polonia e in Ucraina. Dopo aver giocato entrambe le amichevoli pre-Europeo contro la Bulgaria e l'Irlanda del Nord, viene inserito ufficialmente dal CT degli Oranje, Bert van Marwijk, nella lista dei convocati in vista degli Europei. Il 9 giugno debutta nel suo primo Europeo in carriera, partendo da titolare, in occasione del match di apertura contro i pari età della nazionale danese, diventando così il quarto giocatore più giovane ad aver giocato con la maglia degli Oranje e il calciatore più giovane di sempre ad aver preso parte ad un Campionato europeo di calcio, a 18 anni e 71 giorni; in precedenza il record apparteneva a Vincenzo Scifo. Il record è poi stato battuto a Euro 2020 (competizione disputata nel 2021 a causa della pandemia da COVID-19) dopo da Jude Bellingham prima e da Kacper Kozłowski poi.

## Statistiche

### Presenze e reti nei club
| Stagione                     | Squadra                      | Campionato                   | Campionato | Campionato | Coppe nazionali | Coppe nazionali | Coppe nazionali | Coppe continentali | Coppe continentali | Coppe continentali | Altre coppe | Altre coppe | Altre coppe | Totale | Totale |
| Stagione                     | Squadra                      | Comp                         | Pres       | Reti       | Comp            | Pres            | Reti            | Comp               | Pres               | Reti               | Comp        | Pres        | Reti        | Pres   | Reti   |
| ---------------------------- | ---------------------------- | ---------------------------- | ---------- | ---------- | --------------- | --------------- | --------------- | ------------------ | ------------------ | ------------------ | ----------- | ----------- | ----------- | ------ | ------ |
| 2010-2011                    | Sparta Rotterdam             | EE                           | 13         | 0          | CO              | 0               | 0               | -                  | -                  | -                  | -           | -           | -           | 13     | 0      |
| ago. 2011                    | Sparta Rotterdam             | EE                           | 3          | 0          | CO              | 0               | 0               | -                  | -                  | -                  | -           | -           | -           | 3      | 0      |
| Totale Sparta Rotterdam      | Totale Sparta Rotterdam      | Totale Sparta Rotterdam      | 16         | 0          |                 | 0               | 0               |                    | -                  | -                  |             | -           | -           | 16     | 0      |
| 2011-2012                    | PSV                          | ED                           | 20         | 1          | CO              | 3               | 0               | UEL                | 6                  | 0                  | -           | -           | -           | 29     | 1      |
| 2012-2013                    | PSV                          | ED                           | 26         | 0          | CO              | 3               | 0               | UEL                | 4                  | 0                  | SO          | 1           | 0           | 34     | 0      |
| 2013-2014                    | PSV                          | ED                           | 28         | 4          | CO              | 1               | 0               | UCL+UEL            | 4+5                | 0                  | -           | -           | -           | 38     | 4      |
| 2014-2015                    | PSV                          | ED                           | 30         | 2          | CO              | 3               | 1               | UEL                | 8                  | 0                  | -           | -           | -           | 41     | 3      |
| 2015-2016                    | PSV                          | ED                           | 15         | 2          | CO              | 1               | 0               | UCL                | 1                  | 0                  | -           | -           | -           | 17     | 2      |
| 2016-2017                    | PSV                          | ED                           | 24         | 2          | CO              | 1               | 0               | UCL                | 5                  | 0                  | SO          | 1           | 0           | 31     | 2      |
| Totale PSV                   | Totale PSV                   | Totale PSV                   | 143        | 11         |                 | 12              | 1               |                    | 33                 | 0                  |             | 2           | 0           | 190    | 12     |
| 2017-2018                    | Eintracht Francoforte        | BL                           | 23         | 0          | CG              | 6               | 0               | -                  | -                  | -                  | -           | -           | -           | 29     | 0      |
| 2018-2019                    | Eintracht Francoforte        | BL                           | 22         | 0          | CG              | 1               | 0               | UEL                | 11                 | 0                  | SG          | 1           | 0           | 35     | 0      |
| Totale Eintracht Francoforte | Totale Eintracht Francoforte | Totale Eintracht Francoforte | 45         | 0          |                 | 7               | 0               |                    | 11                 | 0                  |             | 1           | 0           | 64     | 0      |
| 2019-2020                    | Newcastle Utd                | PL                           | 19         | 2          | FACup+CdL       | 0+1             | 0               | -                  | -                  | -                  | -           | -           | -           | 20     | 2      |
| 2021-2022                    | Greuther Fürth               | BL                           | 23         | 1          | CG              | 0               | 0               | -                  | -                  | -                  | -           | -           | -           | 23     | 1      |
| Totale carriera              | Totale carriera              | Totale carriera              | 246        | 13         |                 | 20              | 1               |                    | 44                 | 0                  |             | 3           | 0           | 312    | 14     |

### Cronologia presenze e reti in nazionale
| Cronologia completa delle presenze e delle reti in nazionale ― Paesi Bassi | Cronologia completa delle presenze e delle reti in nazionale ― Paesi Bassi | Cronologia completa delle presenze e delle reti in nazionale ― Paesi Bassi | Cronologia completa delle presenze e delle reti in nazionale ― Paesi Bassi | Cronologia completa delle presenze e delle reti in nazionale ― Paesi Bassi | Cronologia completa delle presenze e delle reti in nazionale ― Paesi Bassi | Cronologia completa delle presenze e delle reti in nazionale ― Paesi Bassi | Cronologia completa delle presenze e delle reti in nazionale ― Paesi Bassi |
| Data                                                                       | Città                                                                      | In casa                                                                    | Risultato                                                                  | Ospiti                                                                     | Competizione                                                               | Reti                                                                       | Note                                                                       |
| -------------------------------------------------------------------------- | -------------------------------------------------------------------------- | -------------------------------------------------------------------------- | -------------------------------------------------------------------------- | -------------------------------------------------------------------------- | -------------------------------------------------------------------------- | -------------------------------------------------------------------------- | -------------------------------------------------------------------------- |
| 26-5-2012                                                                  | Amsterdam                                                                  | Paesi Bassi                                                                | 1 – 2                                                                      | Bulgaria                                                                   | Amichevole                                                                 | -                                                                          | 64’                                                                        |
| 2-6-2012                                                                   | Amsterdam                                                                  | Paesi Bassi                                                                | 6 – 0                                                                      | Irlanda del Nord                                                           | Amichevole                                                                 | -                                                                          | 78’                                                                        |
| 9-6-2012                                                                   | Charkiv                                                                    | Paesi Bassi                                                                | 0 – 1                                                                      | Danimarca                                                                  | Euro 2012 - 1º turno                                                       | -                                                                          |                                                                            |
| 13-6-2012                                                                  | Charkiv                                                                    | Paesi Bassi                                                                | 1 – 2                                                                      | Germania                                                                   | Euro 2012 - 1º turno                                                       | -                                                                          | 90’                                                                        |
| 17-6-2012                                                                  | Charkiv                                                                    | Portogallo                                                                 | 2 – 1                                                                      | Paesi Bassi                                                                | Euro 2012 - 1º turno                                                       | -                                                                          | 51’ 67’                                                                    |
| 15-8-2012                                                                  | Bruxelles                                                                  | Belgio                                                                     | 4 – 2                                                                      | Paesi Bassi                                                                | Amichevole                                                                 | -                                                                          | 40’ 46’                                                                    |
| 7-9-2012                                                                   | Amsterdam                                                                  | Paesi Bassi                                                                | 2 – 0                                                                      | Turchia                                                                    | Qual. Mondiali 2014                                                        | -                                                                          | 89’                                                                        |
| 11-9-2012                                                                  | Budapest                                                                   | Ungheria                                                                   | 1 – 4                                                                      | Paesi Bassi                                                                | Qual. Mondiali 2014                                                        | -                                                                          |                                                                            |
| 6-9-2013                                                                   | Tallinn                                                                    | Estonia                                                                    | 2 – 2                                                                      | Paesi Bassi                                                                | Qual. Mondiali 2014                                                        | -                                                                          | 75’                                                                        |
| 10-9-2013                                                                  | Andorra La Vella                                                           | Andorra                                                                    | 0 – 2                                                                      | Paesi Bassi                                                                | Qual. Mondiali 2014                                                        | -                                                                          | 46’                                                                        |
| 16-11-2013                                                                 | Genk                                                                       | Paesi Bassi                                                                | 2 – 2                                                                      | Giappone                                                                   | Amichevole                                                                 | -                                                                          | 46’                                                                        |
| 12-11-2014                                                                 | Amsterdam                                                                  | Paesi Bassi                                                                | 2 – 3                                                                      | Messico                                                                    | Amichevole                                                                 | -                                                                          |                                                                            |
| 16-11-2014                                                                 | Amsterdam                                                                  | Paesi Bassi                                                                | 6 – 0                                                                      | Lettonia                                                                   | Qual. Euro 2016                                                            | -                                                                          |                                                                            |
| 28-3-2015                                                                  | Amsterdam                                                                  | Paesi Bassi                                                                | 1 – 1                                                                      | Turchia                                                                    | Qual. Euro 2016                                                            | -                                                                          | 77’                                                                        |
| 31-3-2015                                                                  | Amsterdam                                                                  | Paesi Bassi                                                                | 2 – 0                                                                      | Spagna                                                                     | Amichevole                                                                 | -                                                                          |                                                                            |
| 12-6-2015                                                                  | Riga                                                                       | Lettonia                                                                   | 0 – 2                                                                      | Paesi Bassi                                                                | Qual. Euro 2016                                                            | -                                                                          | 77’                                                                        |
| 25-3-2016                                                                  | Amsterdam                                                                  | Paesi Bassi                                                                | 2 – 3                                                                      | Francia                                                                    | Amichevole                                                                 | -                                                                          | 77’                                                                        |
| 29-3-2016                                                                  | Londra                                                                     | Inghilterra                                                                | 1 – 2                                                                      | Paesi Bassi                                                                | Amichevole                                                                 | -                                                                          | 82’                                                                        |
| 27-5-2016                                                                  | Dublino                                                                    | Irlanda                                                                    | 1 – 1                                                                      | Paesi Bassi                                                                | Amichevole                                                                 | -                                                                          |                                                                            |
| 1-6-2016                                                                   | Danzica                                                                    | Polonia                                                                    | 1 – 2                                                                      | Paesi Bassi                                                                | Amichevole                                                                 | -                                                                          | 46’                                                                        |
| 1-9-2016                                                                   | Eindhoven                                                                  | Paesi Bassi                                                                | 1 – 2                                                                      | Grecia                                                                     | Amichevole                                                                 | -                                                                          | 80’                                                                        |
| 10-10-2016                                                                 | Amsterdam                                                                  | Paesi Bassi                                                                | 0 – 1                                                                      | Francia                                                                    | Qual. Mondiali 2018                                                        | -                                                                          | 84’                                                                        |
| Totale                                                                     |                                                                            | Presenze                                                                   | 22                                                                         |                                                                            | Reti                                                                       | 0                                                                          |                                                                            |

## Palmarès

### Club
- Coppa dei Paesi Bassi: 1

PSV: 2011-2012
- Supercoppa dei Paesi Bassi: 2

PSV: 2012, 2016
- Campionato olandese: 2

PSV: 2014-2015, 2015-2016
- Coppa di Germania: 1

Eintracht Francoforte: 2017-2018

### Nazionale
- Campionato europeo di calcio Under-17: 1

2011